# 錫羅蒂內 (北頓涅茨克區)
48°54′56″N 38°30′50″E / 48.91556°N 38.51389°E

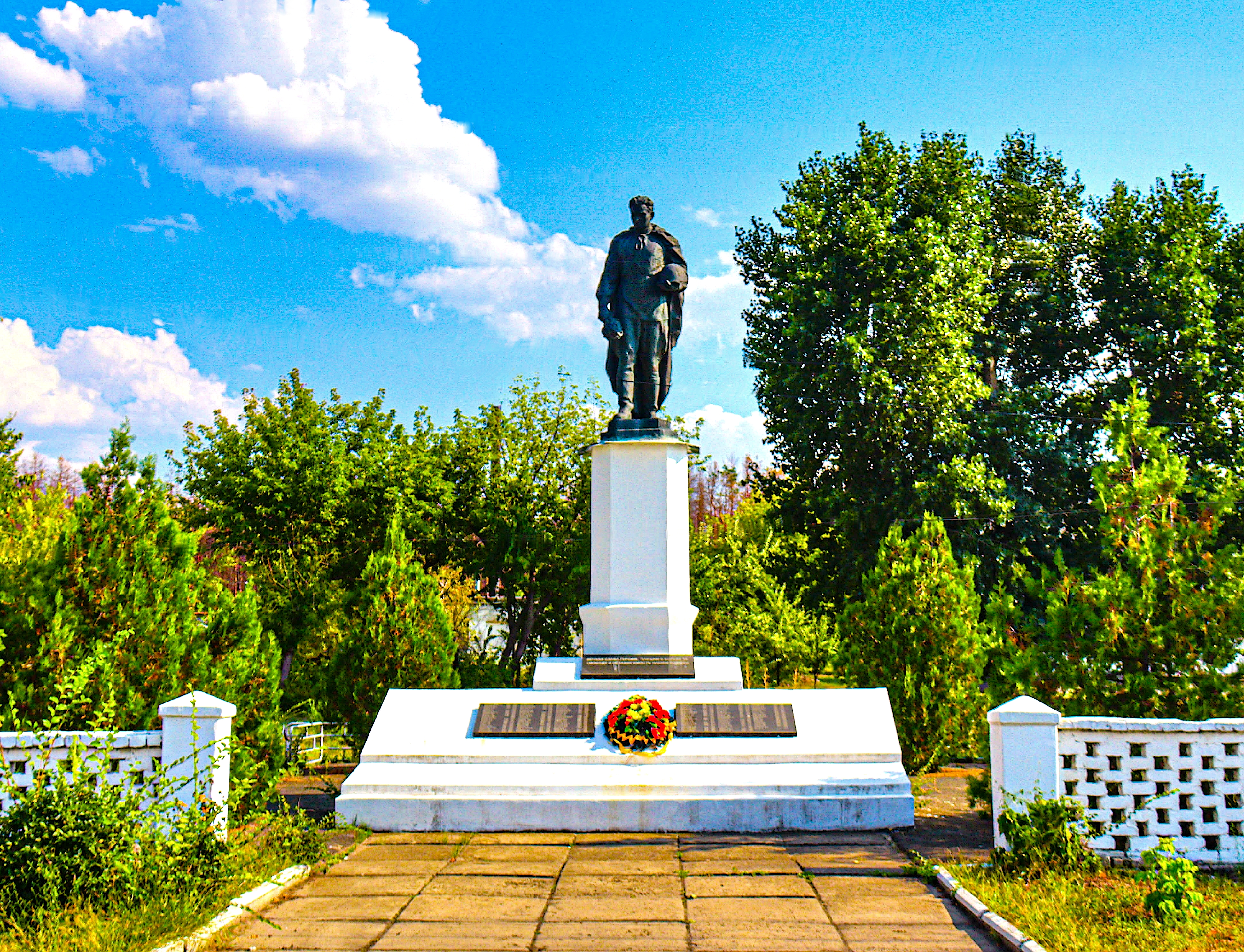
苏联烈士墓

錫羅蒂內（羅馬化：Syrotyne）是位於烏克蘭東部盧甘斯克州北顿涅茨克区北頓涅茨克市鎮的鎮，該鎮始建於1684年，2020年人口為1568人。

## 歷史

### 俄烏戰爭
在北顿涅茨克战役中，該鎮由於離北頓涅茨克很近，所以連同該市與於2022年6月25日開始被俄軍控制，至今仍受俄方佔領。